# Hal Mohr
Hal Mohr (San Francisco, 2 agosto 1894 – Santa Monica, 10 maggio 1974) è stato un direttore della fotografia statunitense, vincitore di due premi Oscar.

## Carriera
Nel 1915, Mohr produsse e diresse il film The Last Night of the Barbary Coast. Questo film, che potrebbe essere considerato un antesignano del filone exploitation, mostrava l'ultima notte del depravato quartiere Barbary Coast di San Francisco, prima che venisse chiuso dalla polizia (la zona in realtà fu chiusa solo nel 1917. Questo film è andato definitivamente perduto.
Dal 1918 in poi si affermò dirigendo la fotografia per moltissime pellicole dell'epoca del muto e fu testimone del passaggio al cinema sonoro lavorando per Il cantante di jazz (1927).
Il 7 dicembre 1934, Mohr sposò l'attrice Evelyn Venable, che aveva incontrato sul set del film di Will Rogers David Harum. Ebbero due figlie, Dolores e Rosalia.

## Riconoscimenti
Nel 1936 e nel 1943 ottenne un Oscar alla migliore fotografia rispettivamente per i film Sogno di una notte di mezza estate e Il fantasma dell'Opera.
Nel 1954 Mohr ottenne le nomination sia all'Oscar che al Golden Globe per Letto matrimoniale, film basato sull'omonimo lavoro teatrale scritto da Jan de Hartog.

## Filmografia parziale

### Direttore della fotografia
- Panama-Pacific International Groundbreaking Ceremony - cortometraggio (1912)
- Salomy Jane, regia di Lucius Henderson e William Nigh (1914)
- Restitution, regia di Howard Gaye (1918)
- The Golden Trail, regia di Jean Hersholt e Lewis H. Moomaw (1920)
- The Deceiver, regia di Jean Hersholt e Lewis H. Moomaw (1920)
- The Unfoldment, regia di George Kern e Murdock MacQuarrie (1922)
- Watch Him Step, regia di Jack Nelson (1922)
- The Unsuspecting Stranger, regia di Ford Beebe e Leo D. Maloney - cortometraggio (1923)
- Bag and Baggage, regia di Finis Fox (1923)
- The Adventures of Prince Courageous, regia di Fred Becker e Charles R. Seeling (1923)
- A Woman Who Sinned, regia di Finis Fox (1924)
- Il prezzo della vanità (Vanity's Price), regia di Roy William Neill (1924)
- He Who Laughs Last, regia di Jack Nelson (1925)
- The Monster, regia di Roland West (1925)
- Playing with Souls, regia di Ralph Ince (1925)
- Little Annie Rooney, regia di William Beaudine (1925)
- Passerotti (Sparrows), regia di William Beaudine (1926)
- Sei tutta la mia vita (The Marriage Clause), regia di Lois Weber (1926)
- The High Hand, regia di Leo D. Maloney (1926)
- The Third Degree, regia di Michael Curtiz (1926)
- Bitter Apples, regia di Harry O. Hoyt (1927)
- A Million Bid, regia di Michael Curtiz (1927)
- Il re del sottosuolo (Old San Francisco), regia di Alan Crosland (1927)
- The Heart of Maryland, regia di Lloyd Bacon (1927)
- Slightly Used, regia di Archie Mayo (1927)
- Il cantante di jazz (The Jazz Singer), regia di Alan Crosland (1927)
- The Girl from Chicago, regia di Ray Enright (1927)
- Glorious Betsy, regia di Alan Crosland (1928)
- I lupi della City (Tenderloin), regia di Michael Curtiz (1928)
- Sinfonia nuziale (The Wedding March), regia di Erich von Stroheim (1928)
- Luna di miele (The Honeymoon), regia di Erich von Stroheim (1928)
- L'arca di Noè (Noah's Ark), regia di Michael Curtiz e Darryl F. Zanuck (1928)
- The Last Warning, regia di Paul Leni (1928)
- Broadway, regia di Pál Fejös (1929)
- Erik il grande (The Last Performance), regia di Pál Fejös (1929)
- La gheisa di Shangai (Shanghai Lady), regia di John S. Robertson (1929)
- Il re del jazz (The King of Jazz), regia di John Murray Anderson e (non accreditato) Pál Fejös (1930)
- Czar of Broadway, regia di William James Craft (1930)
- Lady with a Past regia di Edward H. Griffith (1932)
- Orizzonti di fuoco (The Devil's in Love) regia di William Dieterle (1933)
- La disfatta delle amazzoni (The Warrior's Husband), regia di Walter Lang (1933)
- Charlie Chan's Courage, regia di Eugene Forde e George Hadden (1934)
- Joanna (Carolina), regia di Henry King (1934)
- Sotto pressione (Under Pressure), regia di Raoul Walsh (1935)
- Il sogno di una notte di mezza estate (A Midsummer Night's Dream), regia di William Dieterle, Max Reinhardt (1935)
- Capitan Blood (1936)
- Tutta una vita (1941)
- Il fantasma dell'Opera (1943)
- Quando il giorno verrà (1943) anche regia
- Gli amanti di Venezia (The Lost Moment), regia di Martin Gabel, (1947)
- Un'altra parte della foresta (Another Part of the Forest), regia di Michael Gordon (1948)
- Letto matrimoniale (1952)
- Rancho Notorious (1952)
- Il selvaggio (1953)

### Direttore della fotografia e regista
- Last Night of the Barbary Coast, co-regia di Sol Lesser - cortometraggio (1913)
- Pan's Mountain - cortometraggio (1914)
- The Big Idea, co-regia di Gilbert Pratt - cortometraggio (1917)

### Regista
- Perils of the Secret Service, co-regia di George Bronson Howard e Jack Wells - serial cinematografico (1917)